# Quararibea platyphylla
Quararibea platyphylla är en malvaväxtart som beskrevs av Henri François Pittier och Donn. Sm.. Quararibea platyphylla ingår i släktet Quararibea och familjen malvaväxter. Inga underarter finns listade i Catalogue of Life.